# Dhiego Lima
Dhiego Lima (Goiânia, 31 de janeiro de 1989) é um lutador brasileiro de artes marciais mistas, atualmente competindo na divisão dos meio-médios do Ultimate Fighting Championship.

## Início
Lima nasceu e foi criado em Goiânia e começou a treinar MMA na adolescência. Ele se mudou para os Estados Unidos com seu irmão Douglas Lima, para morar em Atlanta, Geórgia. Ele fez sua estreia no MMA profissional em 2010. Dhiego acumulou um cartel de 9-1 antes de se candidatar para participar do The Ultimate Fighter.

## Carreira no MMA

### The Ultimate Fighter
Em dezembro de 2013, foi anunciado que Lima participaria do The Ultimate Fighter 19, representando o Team Edgar na categoria dos médios. Ao longo do reality, Lima derrotou Tim Williams nas quartas de final. Nas semifinais, Lima derrotou Roger Zapata para chegar na final.

### Ultimate Fighting Championship
Lima fez sua estreia no UFC contra Eddie Gordon na final do TUF em julho de 2014. Lima perdeu a luta por nocaute no primeiro round.
Lima enfrentou Jorge de Oliveira em 8 de novembro de 2014 no UFC Fight Night 56.  Lima venceu por decisão unânime.
Lima enfrentou Tim Means em 28 de fevereiro de 2015 no UFC 184.  Means venceu por nocaute técnico no primeiro round.
Lima enfrentou Li Jingliang em 16 de maio de 2015 no UFC Fight Night 66. Ele perdeu por nocaute no primeiro round.
Em 5 de julho de 2015, Lima foi demitido do UFC.

### The Ultimate Fighter: Redemption
Em fevereiro de 2017, foi revelado que Lima competiria novamente The Ultimate Fighter: Redemption. Lima foi a quarta escolha do Team Dillashaw. Ele enfrentou Hayder Hassan na rodada de abertura e venceu por decisão unânime. Ele enfrentou Gilbert Smith nas quartas de final, vencendo no terceiro round. Nas semifinais, Lima enfrentou Tom Gallicchio e venceu por decisão unânime para se tornar o primeiro classificado para a grande final.

### Retorno ao UFC
Três anos após sua primeira aparição no programa, Lima enfrentou Jesse Taylor na final do TUF em 7 de julho de 2017 no The Ulimate Fighter: Redemption Finale. Ele perdeu por finalização no segundo round.
Lima enfrentou Yushin Okami em 14 de abril de 2018 no UFC on Fox: Alvarez vs. Poirier 2. Ele perdeu por decisão unânime.
Lima enfrentou Chad Laprise em 8 de dezembro de 2018 no UFC 231: Holloway vs. Ortega. Ele venceu por nocaute no primeiro round.
Lima enfrentou Court McGee em 27 de abril de 2019 no UFC Fight Night: Jacaré vs. Hermansson. Ele venceu por decisão dividida.
Após a vitória contra McGee, Lima assinou um novo contrato com o UFC. Ele enfrentou Luke Jumeau em 5 de outubro de 2019 no UFC 243: Whittaker vs. Adesanya. Ele venceu por decisão dividida.

## Cartel no MMA
| Cartel no MMA   |             |            |
| 24 lutas        | 15 vitórias | 9 derrotas |
| Por nocaute     | 4           | 5          |
| Por finalização | 4           | 1          |
| Por decisão     | 7           | 3          |

| Res.    | Cartel | Oponente          | Método                       | Evento                                                | Data       | Round | Tempo | Local                       | Notas                            |
| ------- | ------ | ----------------- | ---------------------------- | ----------------------------------------------------- | ---------- | ----- | ----- | --------------------------- | -------------------------------- |
| Derrota | 15-9   | Matt Brown        | Nocaute (soco)               | UFC on ESPN: The Korean Zombie vs. Ige                | 19/06/2021 | 2     | 3:54  | Las Vegas, Nevada           |                                  |
| Derrota | 15-8   | Belal Muhammad    | Decisão (unânime)            | UFC 258: Usman vs. Burns                              | 13/02/2021 | 3     | 5:00  | Las Vegas, Nevada           |                                  |
| Vitória | 15–7   | Luke Jumeau       | Decisão (dividida)           | UFC 243: Whittaker vs. Adesanya                       | 06/10/2019 | 3     | 5:00  | Melbourne                   |                                  |
| Vitória | 14–7   | Court McGee       | Decisão (dividida)           | UFC Fight Night: Jacaré vs. Hermansson                | 27/04/2019 | 3     | 5:00  | Fort Lauderdale, Florida    |                                  |
| Vitória | 13–7   | Chad Laprise      | Nocaute (soco)               | UFC 231: Holloway vs. Ortega                          | 08/12/2018 | 1     | 1:37  | Toronto, Ontario            |                                  |
| Derrota | 12–7   | Yushin Okami      | Decisão (unânime)            | UFC on Fox: Poirier vs. Gaethje                       | 14/04/2018 | 3     | 5:00  | Glendale, Arizona           |                                  |
| Derrota | 12–6   | Jesse Taylor      | Finalização (mata-leão)      | The Ultimate Fighter: Redemption Finale               | 07/07/2017 | 2     | 0:43  | Las Vegas, Nevada           | Final do TUF 25 nos meio-médios. |
| Derrota | 12–5   | Jason Jackson     | Nocaute técnico (socos)      | Titan FC 42                                           | 02/12/2016 | 1     | 1:20  | Coral Gables, Florida       |                                  |
| Vitória | 12–4   | David Michaud     | Decisão (unânime)            | Titan FC 39                                           | 10/06/2016 | 5     | 5:00  | Coral Gables, Florida       |                                  |
| Vitória | 11–4   | Antonio Trócoli   | Decisão (unânime)            | Legacy FC 53                                          | 08/04/2016 | 3     | 5:00  | Atlanta, Geórgia            |                                  |
| Derrota | 10–4   | Li Jingliang      | Nocaute (socos)              | UFC Fight Night: Edgar vs. Faber                      | 16/05/2015 | 1     | 1:25  | Pasay                       |                                  |
| Derrota | 10–3   | Tim Means         | Nocaute técnico (socos)      | UFC 184: Rousey vs. Zingano                           | 28/02/2015 | 1     | 2:17  | Los Angeles, California     |                                  |
| Vitória | 10–2   | Jorge de Oliveira | Decisão (unânime)            | UFC Fight Night: Shogun vs. St. Preux                 | 08/11/2014 | 3     | 5:00  | Uberlândia                  | Volta aos Meio-Médios            |
| Derrota | 9–2    | Eddie Gordon      | Nocaute (socos)              | The Ultimate Fighter: Team Edgar vs. Team Penn Finale | 06/07/2014 | 1     | 1:11  | Las Vegas, Nevada           | Final do TUF 19 nos Médios.      |
| Vitória | 9–1    | Ricky Rainey      | Decisão (dividida)           | XFC 25: Boiling Point                                 | 06/09/2013 | 3     | 5:00  | Albuquerque, New Mexico     |                                  |
| Vitória | 8–1    | Roger Carroll     | Nocaute técnico (socos)      | Wild Bill's Fight Night 53                            | 16/03/2013 | 3     | 3:06  | Duluth, Geórgia             |                                  |
| Vitória | 7–1    | Nick Hinchliffe   | Decisão (unânime)            | MFC 34                                                | 10/08/2012 | 3     | 5:00  | Edmonton, Alberta           |                                  |
| Derrota | 6–1    | Nathan Coy        | Decisão (unânime)            | MFC 32                                                | 27/01/2012 | 3     | 5:00  | Edmonton, Alberta           |                                  |
| Vitória | 6–0    | Jamie Toney       | Nocaute (socos)              | MFC 30                                                | 10/06/2011 | 1     | 2:47  | Edmonton, Alberta           |                                  |
| Vitória | 5–0    | Josh Taveirne     | Finalização (mata-leão)      | MFC 29                                                | 08/04/2011 | 3     | 3:35  | Windsor, Ontario            |                                  |
| Vitória | 4–0    | Bill Fraser       | Nocaute (soco)               | MFC 27                                                | 12/11/2010 | 2     | 2:36  | Enoch, Alberta              |                                  |
| Vitória | 3–0    | Keon Caldwell     | Finalização (chave de braço) | Sportfight X - 3                                      | 10/07/2010 | 1     | 4:44  | Atlanta, Geórgia            |                                  |
| Vitória | 2–0    | Kenny Moss        | Finalização (triângulo)      | Sportfight X - 1                                      | 26/03/2010 | 1     | 4:28  | Atlanta, Geórgia            |                                  |
| Vitória | 1–0    | Steve Montgomery  | Finalização (triângulo)      | Fight Party                                           | 05/02/2010 | 3     | 4:41  | Greenville, Carolina do Sul |                                  |